# Цимела
Цимела (итал. Zimella) је насеље у Италији у округу Верона, региону Венето.
Према процени из 2011. у насељу је живело 810 становника. Насеље се налази на надморској висини од 23 м.

## Становништво
Према резултатима пописа становништва 2011. у општини је живело 4.834 становника.
| 1936. | 1951. | 1961. | 1971. | 1981. | 1991. | 2001. | 2011. |
| ----- | ----- | ----- | ----- | ----- | ----- | ----- | ----- |
| 4.923 | 5.176 | 4.200 | 3.763 | 3.710 | 3.962 | 4.342 | 4.834 |